# Bernabé de Jesús Sagastume Lemus
Bernabé de Jesús Sagastume Lemus OFMCap (* 20. Mai 1961 in San Esteban) ist ein honduranischer Ordensgeistlicher und römisch-katholischer Bischof von San Marcos.

## Leben
Bernabé de Jesús Sagastume Lemus trat der Ordensgemeinschaft der Kapuziner bei und legte die Profess am 28. Dezember 1985 ab. Er studierte Philosophie und Katholische Theologie an der Universidad Teológica de America Central. Der Bischof von Zacapa und Prälat von Santo Cristo de Esquipulas, Rodolfo Quezada Toruño, weihte ihn am 31. Januar 1987 zum Priester. Sagastume Lemus erwarb an der Päpstlichen Universität Gregoriana in Rom ein Lizenziat im Fach Dogmatik und an der Päpstlichen Universität Antonianum ein Lizenziat im Fach Spirituelle Theologie.
Sagastume Lemus war zunächst als Pfarrvikar der Pfarrei Corpus Christi in Guatemala-Stadt tätig, bevor er Mitarbeiter des Büros für Bildung bei der Generalkurie der Kapuziner in Rom wurde. Später war er Direktor des Post-Noviziats und Vize-Provinzial der zentralamerikanischen Ordensprovinz seiner Ordensgemeinschaft. Zudem lehrte Sagastume Lemus Christologie an der Universidad Teológica de America Central.
Papst Benedikt XVI. ernannte ihn am 28. Juli 2007 zum Bischof von Santa Rosa de Lima. Die Bischofsweihe spendete ihm der Erzbischof von Guatemala, Rodolfo Kardinal Quezada Toruño, am 6. Oktober desselben Jahres; Mitkonsekratoren waren Bruno Musarò, Apostolischer Nuntius in Guatemala, und Pablo Ervin Schmitz Simon OFMCap, Apostolischer Vikar von Bluefields.
Am 11. Januar 2021 ernannte ihn Papst Franziskus zum Bischof von San Marcos. Die Amtseinführung erfolgte am 25. März desselben Jahres.